# Эль-Афуэйн
Эль-Афуэйн — город в Сомалиленде. Исторический центр в западной части региона Санааг. Находится примерно в 283 км к востоку от Буръо и в 88 км к юго-западу от Эригабо. Административный центр округа Эль-Афуэйн.

## Население
По состоянию на 2005 год в городе Эль-Афуэйн проживало 12 159 жителей (36 159 в округе). Главным образом тут проживают этнические группы Хабар Дже’ло и Хабар Юнис из клана Исаак.

## Экономика
Экономика Эль-Афуэйна преимущественно основана на экспорте домашнего скота. В городе находятся крупнейший рынок скота в регионе Санаг и один из крупнейших на Африканском Роге. Домашний скот продается со всех уголков сомалийских территорий и приносит значительную долю дохода города.

## История и археология
В 1972 году совместная советско-сомалийская экспедиция прибыла в Эль-Афуэйн для исследования доисторических пещер и наскальных рисунков. В Эль-Афуэйне также находятся несколько пирамид из камней.
Рядом с Эль-Афуэйн находятся руины исламского города Мадуна, которые считаются наиболее значительным и доступным памятником такого типа в Сомалиленде. Главной особенностью разрушенного города является большая прямоугольная мечеть с сохранившимися стенами высотой 3 метра, включающая михраб и, возможно, несколько арочных ниш меньшего размера. Мечеть окружена несколькими старинными домами, большинство из которых частично сохранились. Прямо на склоне под разрушенным городом стоит баобаб, достаточно крупный, чтобы предположить, что он был посажен при заселении города. Мадуна предположительно входила в состав султаната Адаль. Шведско-сомалийский археолог Сада Мире датирует разрушенный город XV—XVII веками.
Во времена геноцида клана Исаак в Эль-Афуэйне и его окрестностях в октябре 1988 года было убито более 300 человек в отместку за смерть армейского офицера, который подорвался на мине, заложенной повстанческим Сомалийским национальным движением. Город также подвергся бомбардировке ВВС Сомали.
Сообщалось, что в июле 2000 года Эль-Афуэйн больше всего пострадал от наводнения в регионе Санаг.
Джама Али Джама, который временно занял пост президента после изгнания тогдашнего президента Пунтленда Абдуллахи Юсуфа из столицы Гароуэ в 2002 году, отступил в Эль-Афуэйн после тяжелого поражения в Дуудо (Пунтленд) в декабре 2002 года. Он пробыл там до начала 2003 года, когда обе стороны примирились. Части ополченцев сдались силам Пунтленда в марте 2003 года, а сами ополченцы отступили в Босасо в апреле того же года.
В 2012 году правительство Сомалиленда профинансировало бурение водозаборной скважины глубиной 350 метров, которая обеспечила более 1000 домохозяйств безопасной питьевой водой.
В 2015 году в Эль-Афуэйне имел место длительный конфликт, который начался из-за пастбищ, скудных водных ресурсов и споров о политической власти и влиянии между двумя местными общинами. В середине июля 2018 года конфликт был разрешен с помощью возглавляемой правительством Сомалиленда делегации Академии мира и развития (AFD). Однако уже в сентябре произошли новые смертельные столкновения.
23 сентября 2018 года была открыта дорога между Эригабо и Эль-Афуэйном.

## Образование
В Эль-Афуэйне расположено девять начальных и средних школ, в том числе школа Аадана Абокора Коршила и общеобразовательная школа Нугала.

## Известные жители
- Башир Абди — сомалийско-бельгийский спортсмен, завоевавший бронзовую медаль в марафоне на летних Олимпийских играх 2020 года.
- Мохаммед Ахмед — канадский бегун на длинные дистанции. Завоевал серебряную медаль на Олимпийских играх 2020 года в Токио в беге на 5000 метров.